# Trichestra albirena
Trichestra albirena là một loài bướm đêm trong họ Noctuidae.